# DORIS (système satellitaire)
Pour les articles homonymes, voir Doris.
DORIS est l'acronyme de Doppler Orbitography by Radiopositioning Integrated on Satellite (en anglais) ou Détermination d'Orbite et Radiopositionnement Intégré par Satellite (en français). C'est une technique qui, à partir d'instruments embarqués sur satellite et de balises sur terre, permet de mesurer avec une grande précision à la fois la trajectoire du satellite et la localisation au sol. Elle a pour principales applications la géodésie (surveillance de la déformation des sols avec une performance de mesure < 1 mm/an) ou la climatologie.

## Description
C'est un système satellite français développé dans les années 1980 par le CNES et l'IGN, en partenariat avec le GRGS.
La base d'opération se situe à Toulouse.
Cette expérience a été embarquée sur les satellites d'altimétrie TOPEX/Poséidon, Jason-1, Jason-2, Jason-3, ENVISAT, Cryosat-2, HY-2A, SARAL/Altika et Sentinelle-3, et sur les satellites de télédétection de la série SPOT (Spot-1, Spot 2, Spot-3, Spot-4 et Spot-5).
Au contraire du système GPS où l'émetteur est embarqué par les satellites, ici c'est le récepteur qui est embarqué.
En 2010, le système a fêté ses 20 ans d'utilisation. Il sera embarqué dans les années à venir sur la mission SWOT.